# Elecciones generales de Japón de 2017
Las 48.ª elecciones a la Cámara de Representantes (第48回衆議院議員総選挙 Dai-yonjūhakkai Shugiin-giin sōsenkyo?) de Japón se realizaron el 22 de octubre de 2017. En estas elecciones se renovó totalmente la Cámara Baja de la Dieta de Japón. Esta elección se dio luego de la renuncia del gabinete, por lo que en la primera sesión de la Cámara Baja luego de las elecciones, se escogerá al primer ministro en la Dieta, y se realizará el nombramiento del nuevo gabinete (inclusive si los mismos ministros son reasignados).
La realización de elecciones generales se hace luego de que el primer ministro Shinzo Abe anunció sus intenciones de disolver de la Cámara de Representantes el 28 de septiembre con miras a reforzar su liderazgo ante la crisis armamentista con Corea del Norte.

## Trasfondo
El principal opositor Partido Democrático (Minshutō) con miras a las elecciones a la Cámara de Consejeros de 2016, se fusionó con el Partido de la Innovación en marzo de 2016 para crear el Partido Democrático de Japón (Minshintō, PDJ), como una fuerza rival al Partido Liberal Democrático (PLD), del primer ministro Abe. No obstante, el PDJ sufrió una derrota y el PLD salió reforzado.
En enero de 2017, la gobernadora de Tokio y antigua miembro del PLD, Yuriko Koike, creó un partido local llamado Tomin First no Kai, para rivalizar al PLD en las elecciones prefecturales de Tokio de 2017 que se realizarían en julio. El PLD tuvo una pérdida considerable en las elecciones tras los escándalos de los operadores escolares Moritomo Gakuen y Kake Gakuen, que involucraron en malas decisiones del gobierno de Abe; y convirtió al partido de Koike en el dominante en el parlamento tokiota. Tras las elecciones, otro escándalo en el gobierno de Abe derivó en la renuncia de la ministra de Defensa Tomomi Inada, luego de encontrarse pruebas de que las Fuerzas de Autodefensa de Japón tuvieron un combate en Sudán del Sur. Mientras, el opositor PDJ sufría con la renuncia de su líder Renho y de otros políticos de alto perfil.
El gobierno de Abe consideró desde mediados de septiembre adelantar las elecciones generales, mientras se desarrollaba la crisis norcoreana. Manteniendo el ímpetu de la victoria en Tokio, Yuriko Koike fundó el 25 de septiembre el Partido de la Esperanza (Kibō no Tō). Abe resolvió en llamar a elecciones generales pocas horas después. Mientras que el nuevo presidente del PDJ, Seiji Maehara, decidió unir fuerzas con el Partido de la Esperanza (PE). La medida de Maehara fue criticada por el ala liberal del partido, dando como resultado el rechazo de Koike a sus candidaturas dentro del PE. El vicepresidente del PDJ, Yukio Edano, conformó con dicha facción liberal el Partido Democrático Constitucional de Japón (PDC), el 2 de octubre de 2017. Los políticos opositores a Abe cuestionan el rápido llamado a elecciones generales para ocultar abuso de poder en la aprobación de un campus universitario veterinario en Imabari.
Tanto la coalición del primer ministro Abe (PLD y Komeito) como la coalición de Koike (PE y Nippon Ishin no Kai) son de tendencia conservadora, pero difieren sus ideas sobre el impuesto de consumo, que aumentará en octubre de 2019. El PLD sostiene en el aumento y que los fondos serán usados para la crianza y educación de los niños, mientras que el PE sostiene que deben congelarse. A pesar de ello, el 8 de octubre Koike comentó que está abierta la opción de hacer una gran coalición con el PLD.
También existe una tercera coalición, de tendencia liberal, conformada por el Partido Comunista de Japón, el PDC y el Partido Socialdemócrata. Entre sus objetivos está la oposición a la revisión del Artículo 9 de la Constitución de Japón, que prohíbe actos bélicos por parte del Estado japonés y oposición a la nueva política de seguridad nacional.

## Resultados
|  | 33.28 % |

|  | 48.21 % |

|  | 12.51 % |

|  | 1.50 % |

|  | 45.79 % |

|  | 49.71 % |

|  | 19.88 % |

|  | 8.75 % |

|  | 7.90 % |

|  | 9.02 % |

|  | 1.69 % |

|  | 1.15 % |

|  | 29.47 % |

|  | 18.92 % |

|  | 17.36 % |

|  | 20.64 % |

|  | 6.07 % |

|  | 3.18 % |

|  | 23.43 % |

|  | 23.82 % |

|  | 7.16 % |

|  | 0.52 % |

|  | 0.29 % |

|  | 0.41 % |

|  | 0.22 % |

|  | 0.15 % |

|  | 0.04 % |

|  | 0.01 % |

|  | 0.01 % |

|  | 0.01 % |

|  | 0.01 % |

|  | 0.01 % |

|  | 0.01 % |

|  | 0.00 % |

|  | 0.00 % |